# Surface Book i7
Surface Book i7, es una las nuevas computadoras portátiles de Microsoft y aunque posee el mismo tipo de diseño exterior que su versión pasada de 2015, incluye mejoras sustanciales en su interior, como por ejemplo, mayor duración de batería y mejoras en el procesamiento; la Surface Book i7 también viene en los tres tipos de modelos anteriores, Laptop, Clipboard y Draw mode.
Surface Book i7 es realmente potente, no dejará indiferente a nadie con semejante hardware. Los de Redmond no han dicho todas sus especificaciones técnicas, solo las principales. Este equipo ha sido rediseñado completamente por dentro, ya que posee un sistema de refrigeración distinto al de la anterior generación de Surface Book. Utiliza la pantalla de tecnología Stunning PixelSense, y también se puede ver que el tamaño de la batería es mayor.

## Características
- Procesadores Skylake de Intel Core i7.

- Pantalla de 13,5 pulgadas con resolución de 3.000x2.000 píxeles.

- La potencia que es capaz de desarrollar la gráfica es de 1.9 teraflops, al nivel de una gráfica de gama media y nueva generación, como una GTX 1050.

- Surface Book es un híbrido, la pantalla se puede separar del equipo.

- La batería será capaz de llegar a las 16 horas de vida en el modo portátil.

- Incluye un segundo ventilador lo que ofrecerá una mejor refrigeración.
- Incluye de 8 o 16 GB de RAM.[3]